# Franz Gantert
Franz Gantert (* 1904; † 1973) war ein deutscher Verwaltungsjurist.

## Leben
Gantert war der Sohn eines Obertelegrapheninspektors und absolvierte vor seinem Studium zunächst eine Banklehre.
Er studierte Rechtswissenschaften in Freiburg und war seit 1925 Mitglied der katholischen Studentenverbindung KDStV Hercynia Freiburg im Breisgau im CV.
1933 trat er in die Badische Innenverwaltung ein. 1939 wurde er zum Reichsstatthalter der Provinz Posen abgeordnet, wo er ab 1941 tätig war und 1942 Oberregierungsrat wurde.
Ab 1947 war er in der Innenverwaltung von Württemberg-Baden tätig. 1953 wechselte er in das Innenministerium Baden-Württemberg. 1957 wurde er Regierungsvizepräsident von Nordbaden.
Ab 1959 war er Ministerialdirektor im Kultusministerium Baden-Württemberg und als Amtschef der ständige Vertreter der Minister Gerhard Storz und Wilhelm Hahn.